# Trstenik, Kranj
Trstenik je naselje v Mestni občini Kranj.

## Opis
V naselju imajo salezijanci, ki upravljajo župnijo sv. Martina, poleg župnišča dom za onemogle sobrate. Sem prihajajo tudi tisti, ki jim je potrebno okrevanje. Blizu je tudi pljučna bolnica na Golniku.